# Russische Luftstreitkräfte
Die Luftstreitkräfte der Russischen Föderation (russisch Военно-воздушные силы Российской Федерации Wojenno-wosduschnyje sily Rossijskoi Federazii) sind eine Teilstreitkraft der Streitkräfte Russlands, abgekürzt auch WWS (russisch ВВС, in der englischen Transkription VVS). Sie gingen nach dem Zerfall der Sowjetunion aus den sowjetischen Luftstreitkräften hervor und bilden seit 2015 zusammen mit den Weltraumtruppen die Luft- und Weltraumkräfte. Weiterhin existierende, aber nicht den WWS zugehörige fliegende Streitkräfte sind die der Marine unterstellten Seeflieger sowie die Armeeflieger des Heeres.

## Geschichte

Flugzeugkokarde von 1991 bis 2010

Am 1. August 2015 wurden die Luftstreitkräfte mit den Weltraumtruppen zu den Luft- und Weltraumkräften vereinigt.
Am 1. Juni 2025 attackierte der ukrainische Geheimdienst SBU im Rahmen der Operation Spinnennetz während des Russisch-Ukrainischen Krieges Militärflugplätze in Russland mit Drohnen.

## Organisation
Die Luftstreitkräfte der Russischen Föderation gingen 1991 aus den Luftstreitkräften der Sowjetunion hervor. Die zuvor als unabhängige Teilstreitkraft neben Armee, Flotte, Luftwaffe und Raketentruppen bestehenden Luftverteidigungsstreitkräfte (Woiska PWO/Protiwowosduschnaja oborona), in deren Inventar sich die Masse der Abfangjäger und bodengestützten Flugabwehrsysteme befand, wurde 1998 in die Luftstreitkräfte eingegliedert. Im Jahr 2003 wurden die zuvor den Landstreitkräften zugeordneten Heeresfliegereinheiten dem Kommando der Luftstreitkräfte unterstellt. Nicht zu den Luftstreitkräften gehören die Marinefliegereinheiten (Awiazija Wojenno Morskowo Flota, AWMF), die sich unter dem Kommando der Russischen Marine befinden.
Die russischen Luftstreitkräfte verfügen derzeit über eine Gesamtstärke von etwa 165.000 Soldaten.
Dem Luftwaffenoberkommando direkt unterstellt sind die 61. Lufttransportarmee der Transportfliegerkräfte, die 37. Luftarmee (strategisch) der Fernfliegerkräfte sowie die zentrale Verwaltung, zu der verschiedene Ausbildungs- und Forschungseinrichtungen gehören.
Ansonsten sind die russischen Luftstreitkräfte organisatorisch wie folgt auf die sechs Militärbezirke verteilt:

### Militärbezirk Leningrad
1. Kommandowanie WWS i PWO (1. Kommando Luftstreitkräfte/Luftverteidigung), Hauptquartier in Sankt Petersburg, früher 6. AWWS i PWO (6. Luftarmee)
- 1. BrWKO (Brigada Wosduschno-Kosmitscheskoi Oborony) (1. Brigade der Luft-Weltraum-Verteidigung), Hauptquartier Seweromorsk, früher 21. K PWO (21. Luftverteidigungskorps), Hauptquartier Seweromorsk
  - 6959. AB (Awiazionnaja Basa, Luftwaffenbasis) in Sawatija bei Kotlas, Zusammenführung des früheren 458. IAP (458. Selbstständiges Jagdfliegerregiment) in Sawatija und des 9. IAP (9. Selbstständiges Jagdfliegerregiment) in Kilp Jawr
    - 3 Abfangjägerstaffeln mit je 8 MiG-31B
    - 2 Staffeln mit je 6 Su-27S und
    - eine Ausbildungsstaffel mit 4 Su-27UB

  - 161. SRP (161. Flugabwehrraketenregiment) in Seweromorsk mit S-300
  - 583. SRP (583. Flugabwehrraketenregiment) in Olenogorsk bei Murmansk mit 2 S-300PM und 2 S-300PS
  - 1488. SRP (1488. Flugabwehrraketenregiment) in Selenogorsk mit 4 S-300PS
  - 1528. SRP (1528. Flugabwehrraketenregiment) in Sewerodwinsk mit 4 S-300PS
  - 531. SRP (531. Flugabwehrraketenregiment) in Poljarny mit 5 S-300PM
  - 1544. SRP (1544. Flugabwehrraketenregiment) in Wladimirskij mit einer Buk-M1 und 2 S-300W
  - 1489. SRP (1489. Flugabwehrraketenregiment) in Baranowo mit 2 S-300PS
  - 1490. SRP (1490. Flugabwehrraketenregiment) in Sablino mit 4 S-300PS

- 2. BrWKO (Brigada Wosduschno-Kosmitscheskoi Oborony) (2. Brigade der Luft-Kosmos-Verteidigung), Hauptquartier Tosno, früher 54. K PWO (54. Luftverteidigungskorps) in Tajtsi und 149. BAP (149. Bombenfliegerregiment), Hauptquartier Tajtsi
  - 6964. AB in Montschegorsk, Zusammenführung des früheren 174. OIAP (174. Selbständigen Jagdfliegerregiments) in Montschegorsk mit dem 722. BAP (722. Bombenfliegerregiment) in Smurawjewo (Oblast Pskow) und dem 98. ORAP (98. Selbständiges Aufklärungsfliegerregiment) in Montschegorsk. Das 67. BAP (67. Bombenfliegerregiment) in Siwerskij wurde aufgelöst.
    - 3 Abfangjägerstaffeln mit je 8 MiG-31BS
    - 3 Frontbomberstaffeln mit je 8 Su-24M und
    - 3 Aufklärungsstaffeln mit insgesamt 20 Su-24MR

  - 6961. AB in Bessowez bei Petrosawodsk, früher 177. IAP (177. Jagdfliegerregiment) in Lodeinoje Pole
    - 6 Abfangjägerstaffeln mit je 6 Su-27S (Reduzierung auf vier Staffeln mit je 6 Su-27 bis 2011 geplant) und
    - eine Ausbildungsstaffel mit 6 Su-27UB

  - 87. AB in Lewaschowo bei Sankt Petersburg, früher 138. OSAP (138. Selbständiges Gemischtes Fliegerregiment) mit 2 Tu-134, 6 An-26, 5 An-12, 5 Mi-8
  - 6992. AB in Priblowo bei Wyborg mit 12 Mi-24PN und 12 Mi-8
  - 6960. AB in Alakurtti (Oblast Murmansk) mit 8 Mi-24 und 8 Mi-8
  - 922. AB in Puschkin mit 9 Mi-8PPA
  - 42. SRP (42. Flugabwehrraketenregiment) in Waldai mit S-300PS
  - 500. SRP (500. Flugabwehrraketenregiment) in Gostilizy mit 4 S-300PM

- 3. BrWKO (Brigada Wosduschno-Kosmitscheskoi Oborony) (3. Brigade der Luft-Kosmos-Verteidigung), Hauptquartier Kaliningrad
  - 6967. AB in Tschkalowsk, früher 689. OIAP (689. Selbstständiges Jagdfliegerregiment) der Baltischen Flotte und heute bei den Luftstreitkräften
    - 6 Abfangjägerstaffeln mit je 6 Su-27 (Reduzierung auf vier Staffeln mit je 6 Su-27 bis 2011 sowie eine Umrüstung auf Su-24M2 bis 2016 geplant) und
    - eine Ausbildungsstaffel mit 6 Su-27UB

  - 6962. AB in Tschernjachowsk
    - 3 Frontbomberstaffeln mit je 8 Su-24M

  - 183. SRP (183. Flugabwehrraketenregiment) in Gwardeisk mit S-300
  - 43. SRP (43. Flugabwehrraketenregiment) in Snamensk mit S-300

### Militärbezirk Moskau (Angaben teils ungenau)
- 4. BrWKO (Brigada Wosduschno-Kosmitscheskoi Oborony) (4. Brigade der Luft-Kosmos-Verteidigung), Hauptquartier Dolgoprudny
  - 7000. AB in Woronesch mit 24 Su-34, 24 Su-24M, 4 An-30 und 1 Mi-8
  - 5. ODRAO (5. Selbständige Fernaufklärungsfliegergruppe) in Woronesch mit 16 An-30
  - 1729. SRP (1729. Flugabwehrraketenregiment) in Naro-Fominsk mit zwei Buk-1M sowie zwei S-300W

- 5. BrWKO (Brigada Wosduschno-Kosmitscheskoi Oborony) (5. Brigade der Luft-Kosmos-Verteidigung), Hauptquartier Petrowskoje, früher 16. AWWS i PWO (16. Luftarmee)
  - 6996. AB in Wjasma mit 24 Mi-24, 2 Mi-28N und 12 Mi-8
  - 6965. AB in Kaluga mit 24 Mi-24 und 12 Mi-8
  - 214. OWE (Selbständige Hubschrauberstaffel) in Kursk mit 30 Mi-24 und 14 Mi-8
  - 253. OWE (Selbständige Hubschrauberstaffel) in Kostroma mit 28 Mi-24 und 17 Mi-8
  - 606. SRP (606. Flugabwehrraketenregiment) in Elektrostal mit S-400
  - 93. SRP (93. Flugabwehrraketenregiment) in Swenigorod mit S-400
  - 210. SRP (210. Flugabwehrraketenregiment) in Dmitrow mit S-400
  - 390. SRP (390. Flugabwehrraketenregiment) in Nowoje mit S-300PM1
  - 226. OSAP (226. Selbstständiges Gemischtes Fliegerregiment) in Kubinka mit 8 An-12, 8 An-24, 6 An-26, 13 An-30 und 44 Mi-8

- 6. BrWKO (Brigada Wosduschno-Kosmitscheskoi Oborony) (6. Brigade der Luft-Kosmos-Verteidigung), Hauptquartier Rschew, früher 5. DPWO (5. Luftverteidigungsdivision), Hauptquartier Dorotschowo
  - 6968. AB in Khotilowo nahe Bologoje mit 24 MiG-31B und 12 Su-27S
  - 6963. AB in Khalino bei Kursk mit 24 MiG-29SMT und 6 MiG-29UBT

### Militärbezirk Nordkaukasus
4. Kommandowanie WWS i PWO (4. Kommando Luftstreitkräfte/Luftverteidigung), Hauptquartier in Rostow am Don, früher 4. AWWS i PWO (4. Luftarmee) und 5. AWWS i PWO (5. Luftarmee)
- 7. BrWKO (Brigada Wosduschno-Kosmitscheskoi Oborony) (7. Brigade der Luft-Kosmos-Verteidigung), Hauptquartier Rostow am Don
  - 6969. AB in Millerowo mit 36 MiG-29 und 6 MiG-29UB, früher 19. IAP (19. Jagdfliegerregiment)
  - 6970. AB in Morosowsk mit 15 Su-34, 24 Su-24 und 30 Su-24M, früher 559. BAP (559. Bombenfliegerregiment)
  - 6970+. AB in Marinowka südwestlich von Wolgograd mit 24 Su-24MR
  - 6971. AB in Budjonnowsk mit 24 Su-25SM, 6 Su-25UB, 2 Mi-28N, 20 Mi-24 und 16 Mi-8, früher 368. SchAP (368. Schlachtfliegerregiment) und 487. OWP (487. Selbständiges Hubschrauberregiment)
  - 6972. AB in Krymsk mit 36 Su-27, 6 Su-27UB, 3 Mi-28N, 20 Mi-24, 16 Mi-8 und 4 Ka-27, früher 3. IAP (3. Jagdfliegerregiment)
  - 6973. AB in Primorsko-Achtarsk mit 24 Su-25 und 6 Su-25UB, früher 960. SchAP (960. Schlachtfliegerregiment)
  - 6974. AB in Egorlik südwestlich von Gorodowikowsk mit 16 Mi-8 und 10 Mi-26
  - 1536. SRP (1536. Flugabwehrraketenregiment) in Rostow am Don mit 3 S-300PM
  - 1537. SRP (1537. Flugabwehrraketenregiment) in Noworossijsk mit 2 S-300PM
  - 1721. SRP (1721. Flugabwehrraketenregiment) in Sotschi mit 2 Buk-M1
  - 3624. AB in Erebuni in Armenien mit 16 MiG-29 und 2 MiG-29UB
  - 999. AB in Kant in Kirgisistan mit 5 Su-25, 2 An-26, 5 L-39, 2 Mi-8, 2 Il-76 und 1 An-30

### Militärbezirk Wolga-Ural-Sibirien
2. Kommandowanie WWS i PWO (2. Kommando Luftstreitkräfte/Luftverteidigung), Hauptquartier in Tschita, früher 14. AWWS i PWO (14. Luftarmee)
- 8. BrWKO (Brigada Wosduschno-Kosmitscheskoi Oborony) (8. Brigade der Luft-Kosmos-Verteidigung), Hauptquartier Kuibyschew
  - 30. AB in Kolzowo bei Jekaterinburg mit 4 Su-27S, 3 Tu-134, 8 An-26, 2 An-12 und 5 Mi-8
  - 6975. AB in Bobrowka bei Artjomowski mit 12 Mi-24, 16 Mi-8 und 6 Mi-26
  - 6976. AB in Gissar: 4 Su-25, 1 Su-25UB, 4 Mi-24, 2 Mi-8
  - 6977. AB in Bolschoje Sawino bei Perm mit 24 MiG-31
  - 511. SRP (511. Flugabwehrraketenregiment) in Engels mit 2 S-300PS
  - 185. SRP (185. Flugabwehrraketenregiment) in Jekaterinburg mit 2 S-300PS
  - 568. SRP (568. Flugabwehrraketenregiment) in Samara mit 3 S-300PS

- 9. BrWKO (Brigada Wosduschno-Kosmitscheskoi Oborony) (9. Brigade der Luft-Kosmos-Verteidigung), Hauptquartier Nowosibirsk
  - 6979. AB in Kansk mit 24 MiG-31BM, früher 712. IAP (712. Jagdfliegerregiment)
  - 590. SRP (590. Flugabwehrraketenregiment) in Nowosibirsk mit 3 S-300PS

- 10. BrWKO (Brigada Wosduschno-Kosmitscheskoi Oborony) (10. Brigade der Luft-Kosmos-Verteidigung), Hauptquartier Tschita
  - 6982. AB am Militärflugplatz Domna nahe Tschita mit 36 MiG-29, 6 MiG-29UB
  - 6980. AB in Dschida nahe dem Baikalsee mit 24 Su-24M, 12 Su-24MR, 1 Mi-8
  - 6981. AB in Step bei Jasnogorsk mit 24 Su-25, 6 Su-25UB, früher 266. SchAP (266. Schlachtfliegerregiment)
  - 6978. AB in Berdsk: 20 Mi-24 und 12 Mi-8, früher 337. OWP (337. Selbständiges Hubschrauberregiment)
  - 320. AB in Nertschinsk mit 8 Mi-8
  - 1534. SRP (1534. Flugabwehrraketenregiment) in Angarsk mit 3 S-300PS
  - 1722. SRP (1722. Flugabwehrraketenregiment) in Perwomaiski mit 2 S-300W
  - 388. SRP (388. Flugabwehrraketenregiment) in Atschinsk mit 3 S-300PS
  - 1723. SRP (1723. Flugabwehrraketenregiment) in Dschida nahe dem Baikalsee mit 2 Buk-M1

### Militärbezirk Fernost
3. Kommandowanie WWS i PWO (2. Kommando Luftstreitkräfte/Luftverteidigung), Hauptquartier in Chabarowsk, früher 11. AWWS i PWO (11. Luftarmee)
- 11. BrWKO (Brigada Wosduschno-Kosmitscheskoi Oborony) (11. Brigade der Luft-Kosmos-Verteidigung), Hauptquartier Komsomolsk am Amur
  - 6983. AB in Wosschajewka nahe Blagoweschtschensk mit 36 Su-25, 6 Su-25UB, 4 Ka-50, 12 Mi-24 und 12 Mi-8
  - 6985. AB in Warfolomejewka (Region Primorje) mit 24 Su-24M und 24 Su-24MR
  - 6986. AB in Garowka nahe Chabarowsk mit 20 Mi-8 und 4 Mi-26
  - 6987. AB in Dsemgi nahe Komsomolsk am Amur mit 2 Su-35, 24 Su-27SM und 6 Su-27UB
  - 6988. AB in Churba nahe Komsomolsk am Amur mit 24 Su-24M2 und 24 Su-24M
  - 265. AB in Chabarowsk mit 1 Tu-154, 1 Tu-134, 6 An-26, 1 An-24 und 15 An-12
  - 101. OWO (1010. Hubschraubergruppe) in Sokol nahe Juschno-Sachalinsk mit 6 Mi-8
  - 1530. SRP (1530. Flugabwehrraketenregiment) in Komsomolsk am Amur mit 5 S-300PS
  - 1529. SRP (1529. Flugabwehrraketenregiment) in Chabarowsk mit 3 S-300PS

- 12. BrWKO (Brigada Wosduschno-Kosmitscheskoi Oborony) (12. Brigade der Luft-Kosmos-Verteidigung), Hauptquartier Wladiwostok
  - 6989. AB in Zentralnaja Uglewaja bei Artjom mit 12 MiG-31B, 24 Su-27SM und 6 Su-27UB
  - 1533. SRP (1533. Flugabwehrraketenregiment) in Wladiwostok: 1 S-400, S-300PS

- 14. BrWKO (Brigada Wosduschno-Kosmitscheskoi Oborony) (14. Brigade der Luft-Kosmos-Verteidigung), Hauptquartier Jelisowo
  - 6990. AB in Jelisowo mit 36 MiG-31B, 2 An-12, 2 An-26 und 2 Mi-8
  - 6984. AB am Militärflugplatz Ukrainka bei Seryschewo mit 12 Mi-24 und 12 Mi-8
  - 317. OSAP (317. Selbstständiges Gemischtes Fliegerregiment) in Jelisowo mit 8 Il-38, 12 Tu-142MR, 24 Ka-27, 25 Ka-29
  - 589. SRP (589. Flugabwehrraketenregiment) in Nachodka mit 3 S-300PS

### 37. WASN (Strategische Luftarmee)
Die strategischen Fernfliegerkräfte, auch als 37. Luftarmee (37 Wosduschnaja Armija) bezeichnet, umfassen die strategischen Langstreckenbomber Russlands, die im Kriegsfall auch nuklear bestückt werden können. Befehlshaber ist derzeit Generalmajor Anatoli Dmitrijewitsch Schicharjow.
Mit der Übergabe der neuen Bomber vom Typ Tu-160M Walentin Blisnjuk am 5. Juni 2006 und einer weiteren modernisierten Tu-160M befinden sich nach dem Unglück der Michail Gromow am 23. September 2003, bei dem die vierköpfige Crew getötet wurde, nun wieder 15 strategische Überschallbomber Tu-160 im Dienst. Eine weitere neue Tu-160M flog erstmals am 28. Dezember 2007. Eine unbekannte Anzahl soll zur Tu-160M aufgerüstet werden. Das Upgrade umfasst nun auch die Möglichkeit des Einsatzes von Luft-Boden-Raketen Ch-29L, Ch-29T, Ch-25ML oder Ch-25MD, Antiradarraketen Ch-25MP, Ch-58 oder Ch-31P, Antischiffsraketen Ch-35 oder Ch-41, Marschflugkörper Ch-65, Lenkbomben KAB-1 500 und KAB-500KR. Möglich ist eine Aufstockung des Bestandes auf bis zu 30 Maschinen mit zwei bis drei Maschinen pro Jahr. Sie sollen bis 2040 im Einsatz bleiben. Die 70 Tupolew Tu-95MS-16 und Tu-95MS-6 sind nicht aus den 1950er Jahren. Alle diese Maschinen wurden zwischen 1988 und 1992 gebaut und ausgeliefert. Ein Upgrade-Programm, das als Tu-95MSM bezeichnet wird, ist in Planung. Die Tu-22M3 wird bald nur noch in zwei Regimentern fliegen, da mit dem 444. Bombenfliegerregiment eines der drei aktiven Regimenter 2007 der aktiven Reserve zugeteilt wird. Ob das vom Tupolew PSC angebotene Upgrade zu Tu-22M5 noch realisiert wird, ist daher unklar, da viele Tu-22M3 vor allem durch Su-34 ersetzt werden sollen. Auch 20 Tankflugzeuge Il-78 und Il-78M gehören zum Bestand der Fernflieger. Sie sind die einzigen Tanker der russischen Luftstreitkräfte, eine Lücke, die sich im Ernstfall katastrophal auswirken könnte. Mit dem 2006 gestarteten Projekt Il-96-400TM, für das für 2009 die Flugreife erwartet wird, sollen die russischen Luftstreitkräfte eine neue Generation an Tankflugzeugen erhalten. Die Auslieferungen von 40 bis 60 Maschinen ist vorgesehen. Geplant ist offenbar auch der Umbau älterer Suchoi Su-24M zu schnellen Tankflugzeugen (Su-24M können sich mit UPAS-Behältern gegenseitig betanken).
Seit Juli 2007 fliegen die russischen Langstreckenbomber, unter anderem vom Militärflugplatz Engels-2 aus, erstmals seit dem Ende des Kalten Krieges auch wieder Einsätze über das russische Territorium – wie zur Zeit der Sowjetunion – hinaus. Eine Tupolew Tu-95 (NATO-Code „Bear“) flog von Blagoweschtschensk bis zum US-Luftwaffenstützpunkt Guam im Pazifik. Generaloberst Alexander Zelin kündigte an, in Zukunft Alarmrotten mit bis zu 20 Bombern gleichzeitig in der Luft zu haben.
Zudem flogen Mitte Juli 2007 eine Tu-95MS zusammen mit zwei Tu-160-Bombern und einem Tankflugzeug vom Typ Iljuschin Il-78 Midas im internationalen Luftraum zwischen Norwegen und Großbritannien und wurden von Tornado-Kampfflugzeugen der britischen Royal Air Force und F-16-Kampfflugzeugen der norwegischen Luftwaffe überwacht.
Seit dem 5. September 2007 fliegen die russischen Luftstreitkräfte wieder die im Jahre 1992 einseitig eingestellten Patrouillenflüge über dem Pazifik, Atlantik sowie über dem Nordpolarmeer und bleiben dank Luftbetankung bis zu 17 Stunden in der Luft. Derzeit befinden sich acht Maschinen in der Luft. Bei ihren Flügen werden sie stets von NATO-Kampfjets begleitet.
Struktur ab 2010
Komandowanije DA
- 6950. AB in Engels mit 16 Tu-160 und 15 Tu-95MS-6, früher 121. und 184. TBAP (Schweres Bombenfliegerregiment)
- 6951. AB in Solzy mit 48 Tu-22M3, früher 52. und 840. TBAP (Schweres Bombenfliegerregiment)
- 6952. AB in Ukrainka bei Seryschewo mit 36 Tu-95MS-6, früher 79. TBAP und 182. TBAP (Schweres Bombenfliegerregiment)
- 6953. AB in Belaja nahe Ussolje-Sibirskoje mit 30 Tu-22M3, 2 Tu-22MR, 2 Tu-134UBL, 1 An-12, 1 An-26 und 1 An-30B, früher 200. und 444. TBAP (Schweres Bombenfliegerregiment)
- 6954. AB in Djagilewo bei Rjasan mit 22 Il-78M
- 43. ZBP i PLS in Rjasan mit 4 Tu-22M3, 4 Tu-95MS und 8 Tu-134UBL
- 1449. AB in Tambow mit 10 Tu-134, 8 An-26
- 199. AB in Tiksi mit 5 An-12 und 5 Mi-8

## Modernisierung

### WWS i PWO (Luftstreitkräfte/Luftverteidigung)
Die Entwicklung des neuen Jägers der 5. Generation Suchoi Su-57 zog sich in die Länge. Nachdem Indien in das Programm eingestiegen war, wurde der Erstflug auf 2009 verschoben.
Auch der Zulauf der MiG-31BM verzögerte sich. Nach Tests mit zwei Flugzeugen wurde 2007 eine dritte MiG-31 umgerüstet, welche die Erfahrungen aus den Tests berücksichtigen soll. Die MiG-31BM bekommt das Waffenleitsystem Saslon-AM mit einer Verfolgungsreichweite von 320 km und einer Zielerfassungsreichweite von 280 km. Weitere Upgrades sind LCD-MFD in beiden Cockpits sowie die Langstrecken-Luft-Luft-Rakete R-37M mit einer Reichweite von mehr als 200 km. Des Weiteren kann diese Mischung aus Abfangjäger und Jagdbomber Luft-Boden-Raketen Ch-59, Ch-59M, Ch-29T, Antischiffraketen Ch-31A, Antiradarraketen Ch-25MP, Ch-25MPU oder Ch-31P, Lenkbomben KAB-1500 oder acht Lenkbomben KAB-500 mitführen.
Von den WWS kam 2007 grünes Licht für die Modernisierung der vorhandenen MiG-31B auf den BM-Standard. Sechs Regimenter fliegen derzeit 223 Maschinen der Versionen MiG-31DZ, MiG-31B und MiG-31BS. Alle sollen bis 2015 gleichmäßig mit 24 Maschinen ausgerüstet sein, um eine einheitliche Stärke zu erreichen und Geld einzusparen. Das ergibt 144 Maschinen plus jene, die in den Ausbildungs- und Testzentren fliegen.
- 458. IAP in Sawatija mit 34 MiG-31B
- 174. Gw. OIAP in Montschegorsk mit 33 MiG-31BS
- 790. Gw. IAP in Chotilowo mit 41 MiG-31B
- 764. IAP in Bolschoje Sawino mit 31 MiG-31B
- 712. IAP in Kansk mit 29 MiG-31DZ
- 865. OIAP in Jelisowo mit 24 MiG-31B
- 530. IAP in Tschugujewka mit 31 MiG-31B

Bis 2020 sollen 1000 neue Hubschrauber und 800 Flugzeuge in Dienst gestellt werden.
Ein ähnliches Upgrade gibt es mit der Aufrüstung der alten Su-27P und Su-27S zur Su-27SM. Sechs Regimenter fliegen 170 Su-27 in vier Modifikationen. Seit Ende 2006 (sechs Maschinen geliefert) fliegen 24 Su-27SM beim 23. IAP auf der AB Tschemgi bei Komsomolsk. Die Wahl des Stützpunktes war wohl mit der Nähe zum Werk zu erklären, falls Nachbesserungen anfielen. So soll es bei den WWS heißen, dass beim 23. IAP der Service am besten sei. Vom 10. bis 12. Juli 2007 nahmen die Su-27SM des 23. IAP am Manöver Krylo-2007 teil, bei dem sie die Landung auf der Magistrale Chabarowsk-Komsomolsk trainierten. Am 12. Dezember 2007 wurden die ersten drei von weiteren 24 Su-27SM dem 22. IAP übergeben. Bis Ende 2008 sollen auch hier 24 Maschinen fliegen. Die Modernisierung findet bei KnAAPO in Komsomolsk na Amur statt.
- 9. IAP in Kilp Jawr mit 28 Su-27P
- 177. IAP in Lodeinoje Pole mit 29 Su-27S
- 61. IAP in Dorotschowo mit 30 Su-27P
- 3. IAP in Krimskaja im 35 Su-27S
- 22. IAP in Zentralnaja Uglewaja mit 24 Su-27SM
- 23. IAP in Dsemgi mit 24 Su-27SM

Das Programm MiG-29SMT wird mit einem Regiment umgesetzt. Es handelt sich um 24 Maschinen, die nach Algerien geliefert werden sollten, jedoch wegen qualitativer Mängel zurückgegeben wurden. Die Einsatzregimenter mit MiG-29 wurden seit 2004 radikal von acht auf fünf reduziert. Möglich wäre sogar die Beschaffung der MiG-29M2 bzw. der MiG-35 als Übergangslösung, bis die Suchoi Su-57 eingeführt werden kann.
- 28. IAP in Kubinka mit 70 MiG-29
- 14. IAP in Kursk mit 45 MiG-29
- 31. IAP in Sernograd mit 54 MiG-29
- 19. IAP in Millerowo mit 51 MiG-29
- 120. IAP in Domna mit 46 MiG-29

Am 19. Dezember 2006 wurden die ersten beiden Su-34 übergeben. Das erste Mal seit 1993 erhielten die Luftstreitkräfte einen neuen Jagdbomber. Nachdem am 31. Juli 2007 die Rote 01 schließlich dem 4. ZBL i PLS in Lipezk übergeben wurde, hatte die Rote 02 ihre Flugerprobung abgeschlossen. Die sechs für 2007 bestellten Maschinen wurden nicht ausgeliefert. Grund ist nicht ein zu knappes Budget, sondern ein Umbau beim Hersteller NAPO, der die Fertigungslinie der An-38 nach Omsk verlegen musste, um Su-34 zu bauen und gleichzeitig Su-24 modernisieren zu können. Für 2008 waren fünf (anstatt der angekündigten zehn) Su-34 vorgesehen, die sich bereits im Flugtest befanden und im Laufe des Jahres übergeben werden sollen. Bis 2020 und darüber hinaus sind 200 Maschinen geplant, was jedoch nur möglich ist, wenn 15 bis 20 Maschinen pro Jahr gebaut werden.
Als Su-24M2 wird eine Variante aus einem Modernisierungsprogramm bezeichnet, das die Su-24M waffentechnisch auf das Niveau der modernsten Su-30-Varianten bringe. Die Maschinen bekommen unter anderem neue GLONASS-kompatible Navigationssysteme, verbesserte Systeme zur elektronischen Kriegführung sowie Waffenleitsysteme, die den Einsatz von modernsten Luft-Boden-Lenkwaffen im Allwettereinsatz ermöglichen. Die ersten Su-24M2 für die russischen Streitkräfte wurden am 15. August 2006 nach Lipezk verbracht. Am 25. Dezember 2007 wurden die ersten sechs Su-24M2 an das 302. BAP übergeben.
- 722. BAP in Smurawjewo mit 29 Su-24M
- 67. BAP in Siwerski mit 37 Su-24M
- 455. BAP in Woronesch mit 34 Su-24
- 1. Gw. BAP in Lebjaschje mit 49 Su-24
- 559. BAP in Morossowsk mit 30 Su-24
- 959. BAP in Jeisk mit 32 Su-24
- 2. Gw. BAP in Tschita mit 28 Su-24M
- 21. BAP in Bada mit 28 Su-24M
- 277. BAP in Churba mit 30 Su-24M
- 302. BAP in Perejaslwsk mit 20 Su-24M2
- 523. BAP in Wosschajewka mit 30 Su-24

Am 28. Dezember 2006 wurden die ersten sechs Su-25SM in Kubinka übergeben. Das Upgrade umfasst eine umfassende Modernisierung der Avionik, um Navigations- und Zielgenauigkeit bei Präzisionsschlägen zu verbessern. Ebenfalls können jetzt über Helmvisier gesteuerte Luftkampfraketen der R-73-Serie sowie Mittelstreckenraketen R-27R und R-77 mitgeführt werden. Das Waffenleitsystem PrNK-25 Bars verknüpft nun alle Sensoren, zu denen auch der Laserzielbeleuchter Klijon-PS gehört. Die Zuladung stieg von 4000 auf 5000 kg. Die Su-25UBM soll als doppelsitziges Kampfflugzeug für die Su-25SM die Su-25-Familie fortsetzen. Am 22. Februar 2008 begannen die ersten Bodentests. Der Erstflug erfolgte am 6. Dezember 2008. Eine neun bis zwölf Monate dauernde Erprobung folgte. Für 2010 stand die Einführung in die Truppe an. Modernisiert werden die Maschinen bei UUAZ in Ulan-Ude, sie können aber auch neu gebaut werden. Die Avionik und Bewaffnung wird identisch der der Su-25SM sein, es sollen Upgrades u. a. der Su-25UTG folgen. Im Gegensatz zur Su-25UB ist die Su-25UBM voll kampffähig und zu Präzisionsschlägen in der Lage. Die WWS planen zwei Regimenter für die Modernisierung mit Su-25SM/UBM ein.
- 899. SchAP in Buturlinowka mit 40 Su-25 und 12 Su-25UB
- 461. SchAP in Krasnodar mit 26 Su-25, und 8 Su-25UB
- 368. SchAP in Budjonnowsk mit 20 Su-25SM
- 960. SchAP in Primorsko-Achtarsk mit 26 Su-25 und 8 Su-25UB
- 266. SchAP in Step mit 22 Su-25 und 8 Su-25UB
- 18. SchAP in Galenki mit 33 Su-25 und 9 Su-25UB
- 187. SchAP in Tschernigowka mit 29 Su-25 und 7 Su-25UB

Ebenfalls Ende 2007 waren die ersten fünf Kampfhubschrauber Mi-28N ausgeliefert. Bis 2015 sollen 67 Maschinen dieses Typs beschafft werden. Damit verfügt Russland über einen modernen Kampfhubschrauber, der mit amerikanischen und europäischen Modellen vergleichbar ist. Außerdem ist eine umfassende Modernisierung für mindestens 100 Mi-24 geplant. Auch nachtkampffähige, mit Komponenten der Mi-28N ausgerüsteten Mi-24PN wurden ausgeliefert.

### Innenministerium und Speznas
Die Spezialeinheiten (Speznas) bekommen das modernste Gerät. Obwohl es noch keine konkreten Hinweise gibt, mehren sich Gerüchte über die Beschaffung von einigen Su-25TM bzw. Su-39. Bis 2010 sollen die Spezialeinheiten zwölf Ka-50 und fünf Ka-52 erhalten.

### Transportfliegerkräfte (61. Luftarmee)
Der Flugzeugpark an Il-76 ist groß, wobei mehr Il-76MD in Dienst stehen sollen. Das russisch-ukrainische Projekt der An-70 wurde 2014 eingestellt. Im Entwicklungsstadium befindet sich die Tupolew Tu-330WT, ein Transporter, der auch als Tanker zum Einsatz kommen könnte. In Entwicklung befindet sich auch die Il-112 als leichtes Transportflugzeug.

### Marinefliegerkräfte
Die Tu-142 bleibt, und zwar als Tu-142M. Sie kann sowohl Torpedos als auch Antischiffsraketen einsetzen. Ein ähnliches Projekt gibt es mit der Il-38. Mit der Militärversion der Be-220 bietet der Flugzeugbauer Berijew ein völlig neues Konzept an. Für die Seeraumüberwachung würden die Marineflieger das Missionssystem Nowella (MAD, Sonarbojen, IR-Kamera) erhalten. Als Bewaffnung kämen Antischiffsraketen Ch-35U und Torpedos in Betracht. Ein anderes Programm schlägt einen Umbau von Trainern Su-27UB zur Schiffsbekämpfungsversion Su-30KN vor, bis die Su-34 auch hier eingeführt werden kann. Die bisherigen Tu-22M3 sind bereits zu alt und müssen dringend ersetzt werden. Außerdem sollen alle 19 Su-33 des Flugdeckkreuzers Admiral Kusnezow eine Modernisierung durchlaufen. Eine Nachbeschaffung der MiG-29K erscheint möglich.

### Ausbildungsfliegerkräfte
Die Einführung der dringend benötigten Jak-130 begann im Jahr 2010, in diesem Jahr wurde die erste Serienmaschine, von geplanten 65 Stück, in Dienst gestellt. Eine Beschaffung der MiG-AT erfolgt nicht. Die 90 doppelsitzige Kampfflugzeuge Su-27UB sollen allesamt modifiziert werden, um spätere Ausbildung auf Su-27SM bzw. Su-27SM2 zu gewährleisten. Obwohl sich eine Einführung MiG-29SMT nicht abzeichnet, gibt es großes Interesse an ihrer günstigeren Trainerversion MiG-29UBT, die dank verbesserter Waffenleitsysteme zum Mehrzweckjäger umgerüstet werden kann. Geplant sind 30 Neubeschaffungen und etwa 90 Modernisierungen. Flogen russische Kampfpiloten bis 2001 nur etwa 20 bis 30 Stunden im Jahr, sind es inzwischen etwa 120 Stunden bei den Fernfliegern und 140 Stunden bei den Jagdfliegern.

### Personal
Wie auch die anderen Teilstreitkräfte der russischen Armee haben die Luftstreitkräfte mit massiven Problemen im Personalbereich zu kämpfen. Korruption, Gewalt und Erniedrigungen gegenüber Untergebenen sowie niedrige Entlohnung führen zu schlechter Moral und kritischen Nachwuchsproblemen. Für 2007 wurde eine Erhöhung des Verteidigungshaushalts um etwa 2 Milliarden Euro beschlossen, von denen ein großer Teil für die Verbesserung des Lebensstandards der Armeeangehörigenen (Wohnungsbau- und -sanierungsprogramme sowie Solderhöhungen) verwendet werden soll.

### Zusammenfassung
Nach Angaben russischer Experten vor 2009 hatten 57 Prozent der Flugzeuge und Hubschrauber ihre Sollbetriebszeiten überschritten, wurden nach Bedarf gewartet und ihre Betriebszeiten periodisch verlängert. 55 Prozent der Flugzeuge und Hubschrauber waren seit mehr als 15 Jahren im Dienst, 40 Prozent seit fünf bis zehn Jahren. Berechnungen russischer Spezialisten besagten, dass bis 2009 rund 2300 Flugzeuge und 1300 Hubschrauber ausgesondert werden müssen. Um die Kampfkraft zu erhalten und die gestellten Aufgaben erfüllen zu können, sind in den nächsten 20 Jahren jährliche Zuführungen von etwa 120 modernisierten Flugzeugen und 70 Hubschraubern notwendig; es bedarf einer Zuführung von mindestens 60 neuen Flugzeugen und 50 Hubschraubern.
Es wurde erkannt, dass die erste Variante, das heißt der Abbau der Flugzeugflotte, das ganze Problem nur verschlimmern würde, denn die jetzigen für den Einsatz vorgesehenen Flugzeuge entsprechen bei weitem nicht den Sicherheitsbedürfnissen des Landes.
Ein Plan bis 2015 sah die gleichmäßige Ausrüstung jedes Jagdfliegerregiments mit 24 und jedes Bomben- und Schlachtfliegerregimentes mit 20 Flugzeugen vor. Für Modernisierungen werden immer jene Maschinen mit wenigen Flugstunden ausgesucht. Das hat zwar eine weitere radikale Reduzierung der Schlagkraft zur Folge, spart jedoch gleichzeitig Geld, das später für weitere Neubeschaffungen ausgegeben werden kann.
Bis 2015 werden die WWS ihre absolute Mindeststärke erreicht haben. Aufgelistet sind die Maschinen der reinen Einsatzregimenter.
- ein Regiment mit Tu-160M (24 Maschinen)
- zwei Regimenter mit Tu-95MS-6/MSM (48 Maschinen)
- zwei Regimenter mit Tu-22M3 (48 Maschinen)

- sechs Regimenter mit MiG-31B/BM (144 Maschinen)
- sechs Regimenter mit Su-27P/S/SM (144 Maschinen)
- vier Regimenter mit MiG-29A/S (96 Maschinen)

- zwei Regimenter mit Su-34 (40 Maschinen)
- neun Regimenter mit Su-24M/M2 (180 Maschinen)
- sieben Regimenter mit Su-25SM/UBM (140 Maschinen)

Das ergibt:
- 72 Strategische Bomber
- 48 Taktische Bomber
- 384 Jäger
- 220 Jagd- bzw. Frontbomber
- 140 Schlachtflugzeuge

Die Modernisierung geht voran, trotz weiterer Finanzprobleme. Ziel ist je ein modernisiertes Jagdflieger-, Bombenflieger und Schlachtfliegerregiment pro Militärbezirk, zusammengefasst zu schnellen Einsatzverbänden. Die schleichende Überalterung der Einheiten macht eine umfassende Modernisierung unabdingbar. Mit einem übermäßigen zahlenmäßigen Zuwachs bei den WWS ist nicht zu rechnen. Vielmehr geht der Trend zu einer modernen, kleineren, mobilen, aber dennoch schlagkräftigen Luftwaffe.

## Inventar

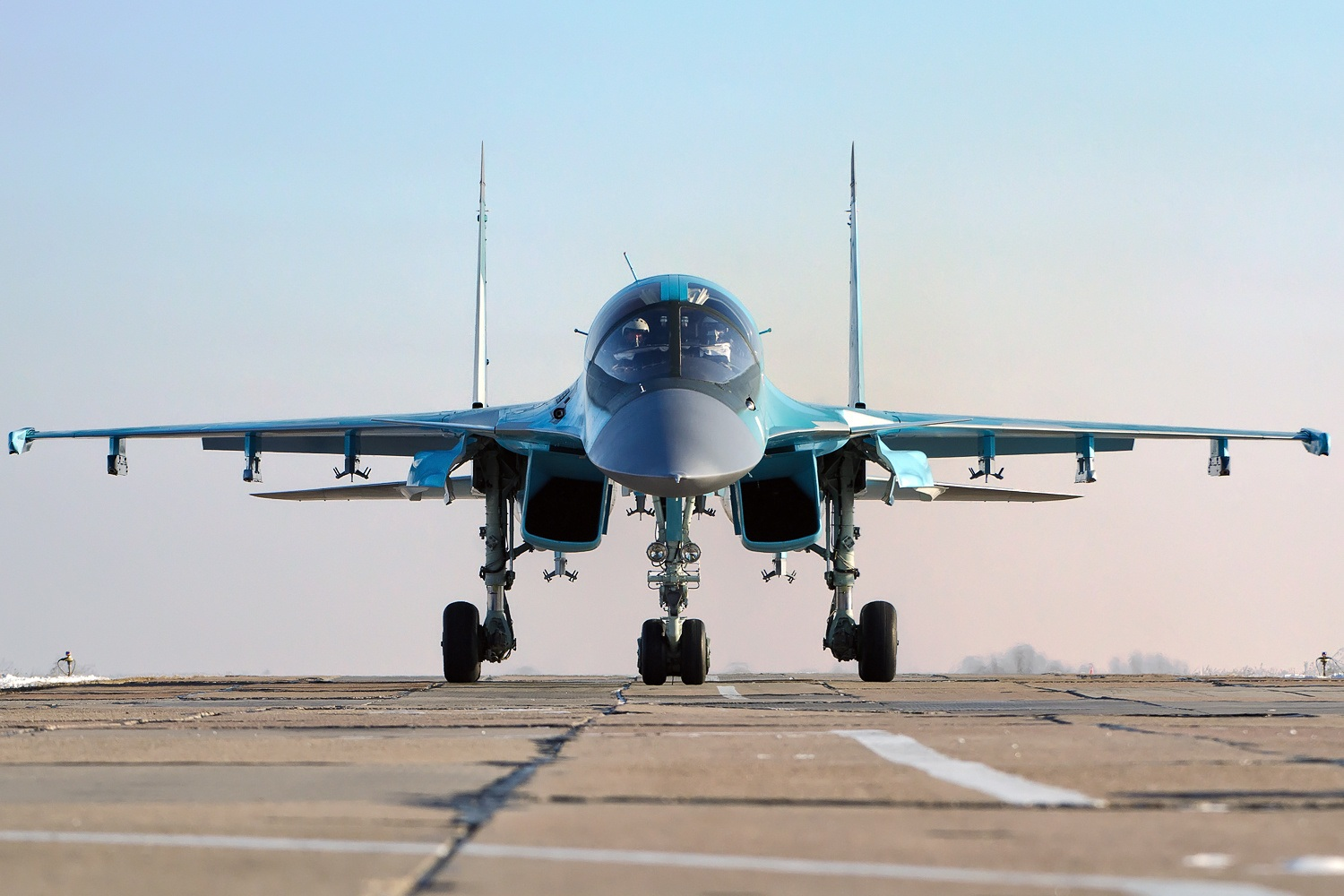
Su-34 (2012)

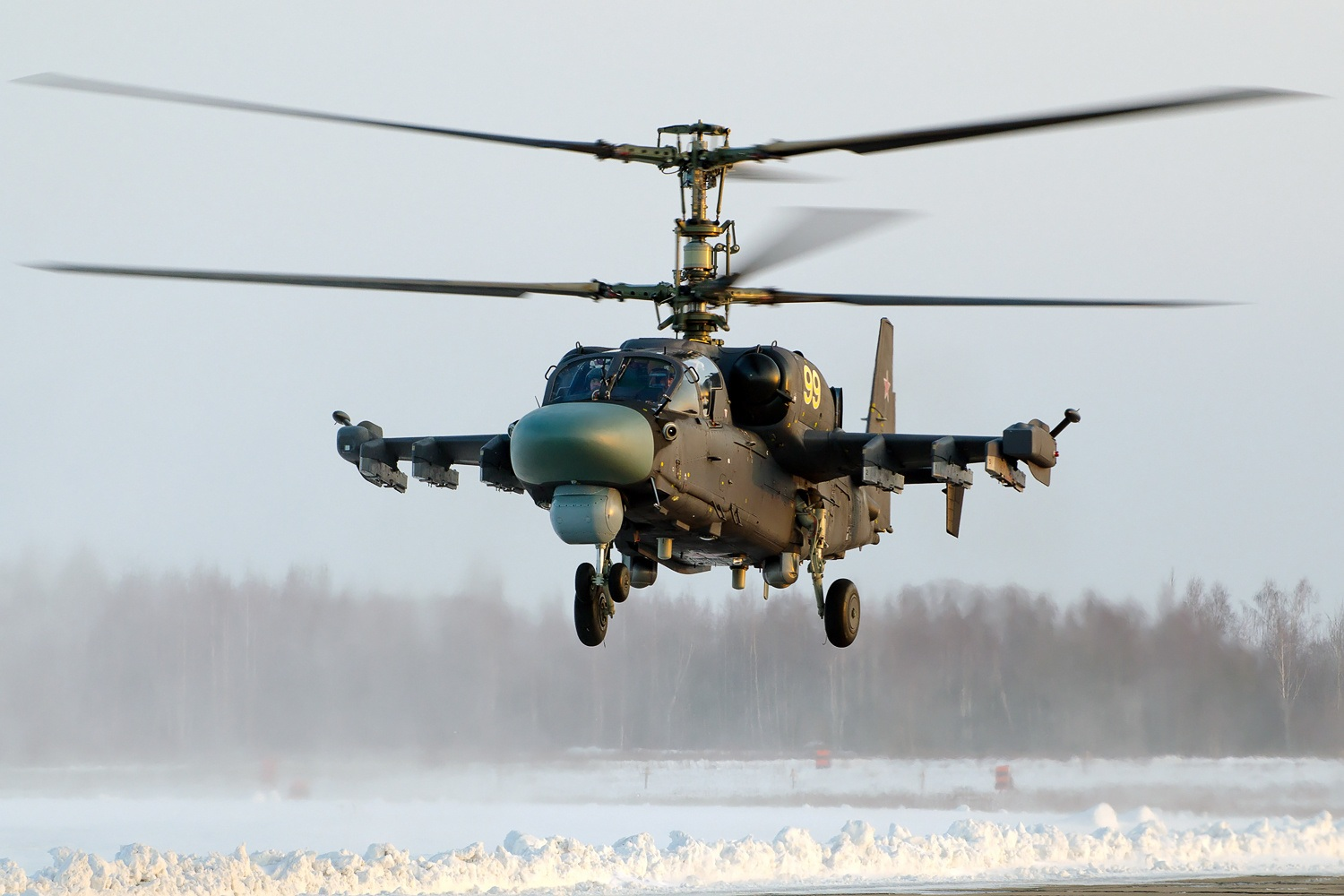
Ka-52 (2012)

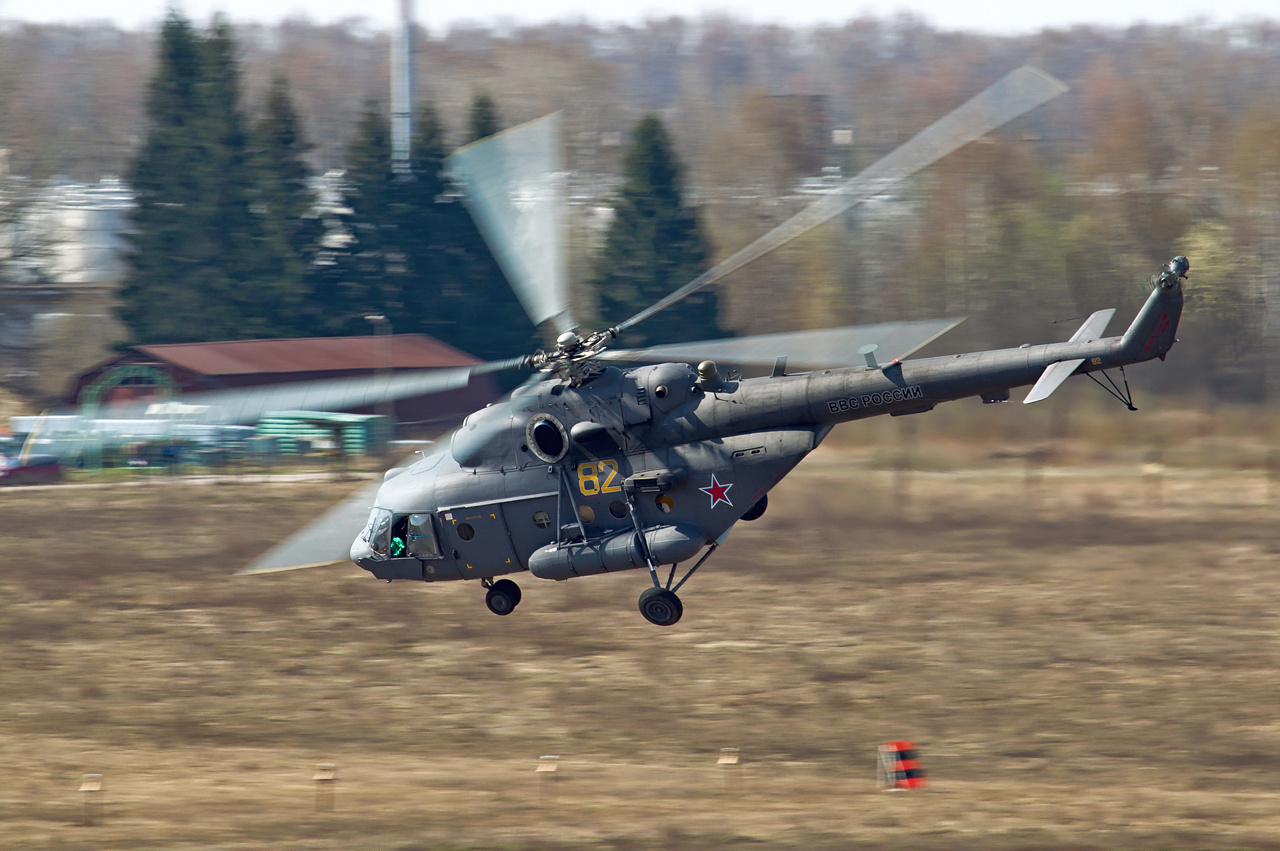
Mi-8MTW-5 (2012)

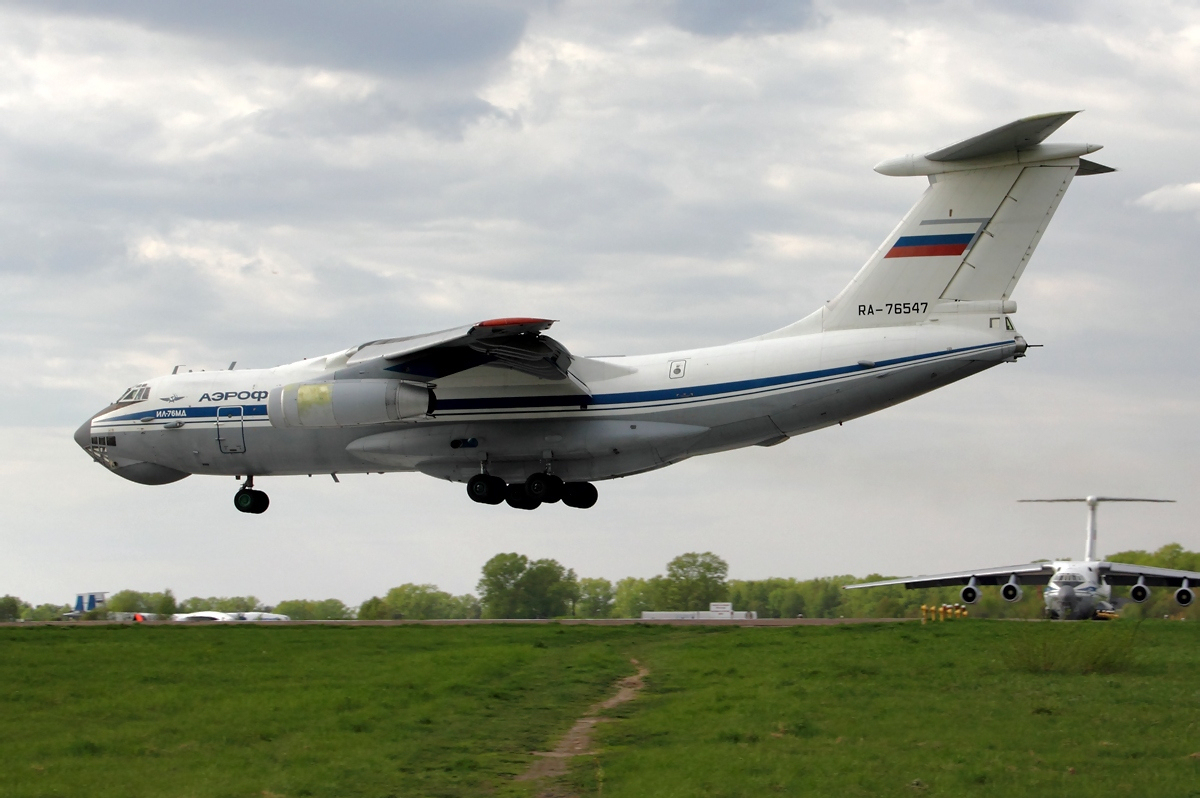
Il-76MD (2012)

Das Inventar besteht aus rund 3.863 Luftfahrzeugen und 714 Flugabwehrsystemen, welche sich im aktiven Einsatz befinden. Nicht eingerechnet sind Verluste während des gegen die Ukraine seit 2022 geführten Krieges.

### Luftfahrzeuge
| Suchoi Su-27/ Su-30/ Su-35 „Flanker“        | 422                                     |                                                                                                  |
| Suchoi Su-57 „Felon“                        | rund 20                                 | 78 под заказ                                                                                     |
| Mikojan-Gurewitsch MiG-29/ MiG-35 „Fulcrum“ | 240 + 13 Trainer (+ 31 weitere geplant) | На замену МиГ-35.Началась постепенная замена МиГ-29С на МиГ-35. Масштабных закупок не ожидается. |
| Abfangjäger                                 | Mikojan-Gurewitsch MiG-31 „Foxhound“    | 247-300+                                                                                         |
| Jagdbomber/takt. Aufklärer                  | Suchoi Su-34 „Fullback“                 | 163                                                                                              |
| Jagdbomber/takt. Aufklärer                  | Suchoi Su-24 „Fencer“                   | 264                                                                                              |
| Jagdbomber/takt. Aufklärer                  | Suchoi Su-25 „Frogfoot“                 | 176                                                                                              |
| Mittelstreckenbomber                        | Tupolew Tu-22M „Backfire“               | 58                                                                                               |
| Strategische Bomber                         | Tupolew Tu-160 „Blackjack“              | 15 (+ 10 bestellt; + 40 geplant)                                                                 |
| Strategische Bomber                         | Tupolew Tu-95 „Bear“                    | 47                                                                                               |
| AWACS                                       | Berijew A-50M „Mainstay“                | 8                                                                                                |
| Elektronische Kampfführung                  | Antonow An-12 „Cup“                     | 4                                                                                                |
| Elektronische Kampfführung                  | Tupolew Tu-214                          | 2                                                                                                |
| Transport- und Aufklärungsflugzeuge         | Antonow An-12 „Cup“                     | 55                                                                                               |
| Transport- und Aufklärungsflugzeuge         | Antonow An-22 „Cock“                    | 3                                                                                                |
| Transport- und Aufklärungsflugzeuge         | Antonow An-26 „Curl“                    | 114                                                                                              |
| Transport- und Aufklärungsflugzeuge         | Antonow An-30 „Clank“                   | 16                                                                                               |
| Transport- und Aufklärungsflugzeuge         | Antonow An-72 „Coaler“                  | 31                                                                                               |
| Transport- und Aufklärungsflugzeuge         | Antonow An-124 „Condor“                 | 5                                                                                                |
| Transport- und Aufklärungsflugzeuge         | Antonow An-140                          | 3                                                                                                |
| Transport- und Aufklärungsflugzeuge         | Antonow An-148                          | 15                                                                                               |
| Transport- und Aufklärungsflugzeuge         | Iljuschin Il-18 „Coot“                  | 3                                                                                                |
| Transport- und Aufklärungsflugzeuge         | Iljuschin Il-20 „Coot-A“                | 29                                                                                               |
| Transport- und Aufklärungsflugzeuge         | Iljuschin Il-76 „Candid“                | 1                                                                                                |
| Transport- und Aufklärungsflugzeuge         | Iljuschin Il-80 „Maxdome“               | 3                                                                                                |
| Transport- und Aufklärungsflugzeuge         | Iljuschin Il-96                         | 10 geplant                                                                                       |
| Transport- und Aufklärungsflugzeuge         | Iljuschin Il-112                        | 62 geplant                                                                                       |
| Transport- und Aufklärungsflugzeuge         | Iljuschin Il-276                        | 100 geplant                                                                                      |
| Transport- und Aufklärungsflugzeuge         | Let L-410                               | 53 (+ 2 bestellt)                                                                                |
| Transport- und Aufklärungsflugzeuge         | Tupolew Tu-134 „Crusty“                 | 6 + 37 Trainer                                                                                   |
| Transport- und Aufklärungsflugzeuge         | Tupolew Tu-154 „Careless“               | 3                                                                                                |
| Tankflugzeuge                               | Iljuschin Il-78/Il-78M „Midas“          | 20 (+ 10 bestellt; + 21 geplant)                                                                 |
| Kampfhubschrauber                           | Kamow Ka-52 „Hokum-B“                   | 137 (+ 25 bestellt; + 16 geplant)                                                                |
| Kampfhubschrauber                           | Mil Mi-24/ Mi-35 „Hind“                 | 323                                                                                              |
| Kampfhubschrauber                           | Mil Mi-28 „Havoc“                       | 95 + 17 Trainer (+ 116 bestellt; + 36 geplant)                                                   |
| Transporthubschrauber                       | Mil Mi-26 „Halo“                        | 44 (+ 15 geplant)                                                                                |
| Mehrzweckhubschrauber                       | Airbus H125M/ AS355                     | 5                                                                                                |
| Mehrzweckhubschrauber                       | Kamow Ka-62                             | 100 geplant                                                                                      |
| Mehrzweckhubschrauber                       | Kamow Ka-226 „Sergej“                   | 36                                                                                               |
| Mehrzweckhubschrauber                       | Mil Mi-2 „Hoplite“                      | 4 + 39 Trainer                                                                                   |
| Mehrzweckhubschrauber                       | Mil Mi-8/ Mi-17/ Mi-171 „Hip“           | 780                                                                                              |
| Mehrzweckhubschrauber                       | Euromil Mi-38                           | 4 (+ 4 geplant)                                                                                  |
| U-Boot-Jagdhubschrauber                     | Kamow Ka-27 „Helix“                     | 6                                                                                                |
| Trainer                                     | Kasan „Ansat“                           | 50                                                                                               |
| Trainer                                     | Diamond DA42                            | 34                                                                                               |
| Trainer                                     | Aero L-39                               | 182                                                                                              |
| Trainer                                     | Jakowlew Jak-130 „Mitten“               | 118 (+ 19 geplant)                                                                               |
| Unbemannte Luftfahrzeuge                    | IAI Searcher                            |                                                                                                  |

Ausgemusterte Luftfahrzeuge: Iljuschin Il-62; Kamow Ka-50
Die Werksmaschinen der Unternehmen, z. B. die Demonstrator-Maschinen Su-35, sind dennoch voll kampffähig und werden im Falle eines Angriffes unter das Kommando der Luftstreitkräfte gestellt.
Aktuelle Luftfahrzeug-Prototypen: Suchoi S-70; Suchoi Su-75

### Waffensysteme
Flugabwehrsysteme:

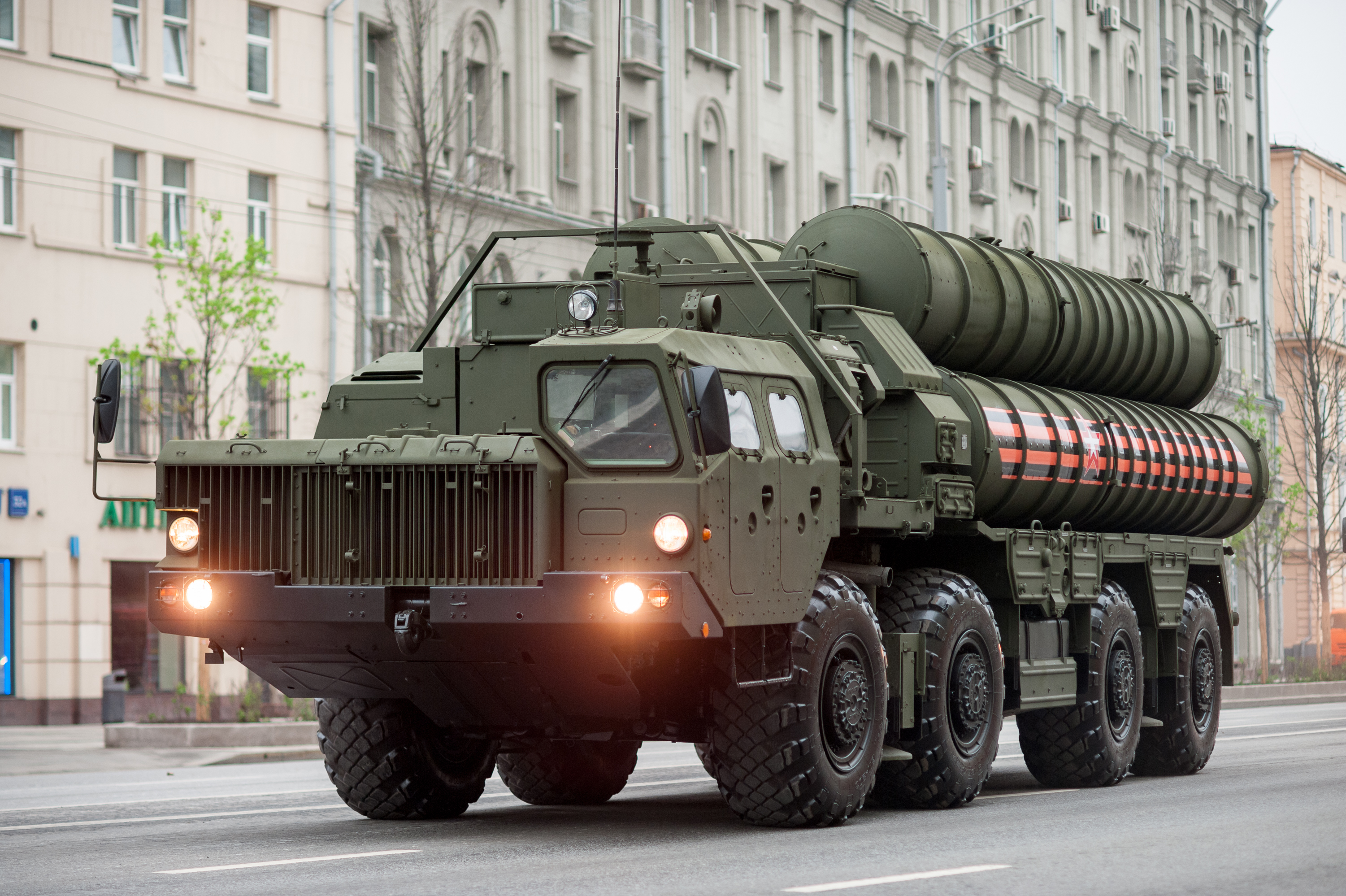
Russisches S-400 Flugabwehrsystem

- 330× S-300 (160× S-300PS; 150× S-300PM1/PM2; 20× S-300W)

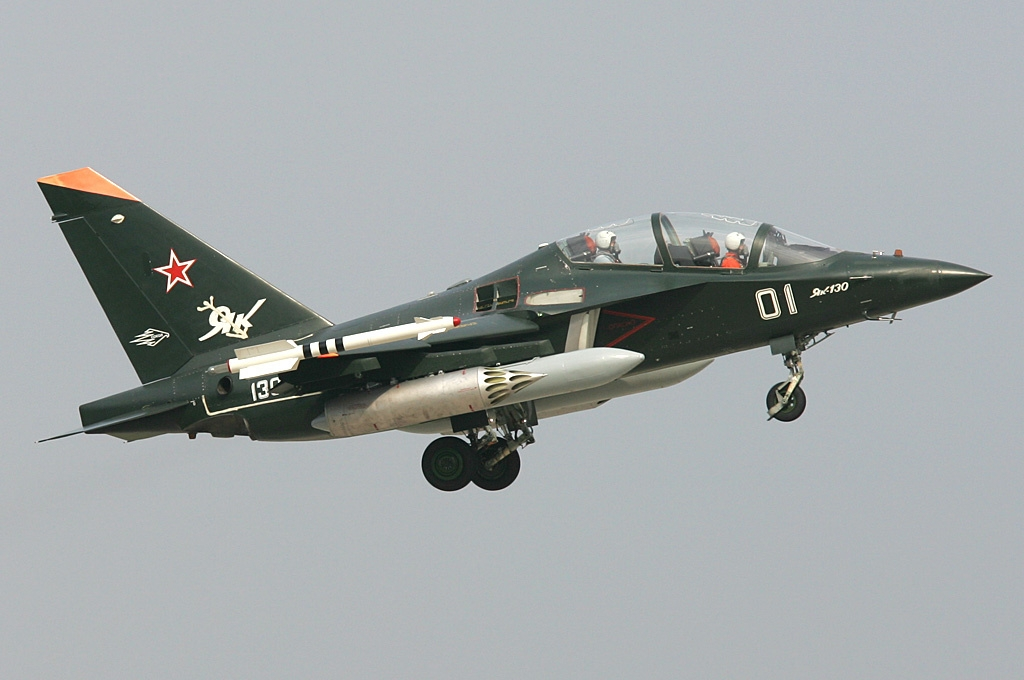
Eine Jakowlew Jak-130 mit einer Wympel R-73

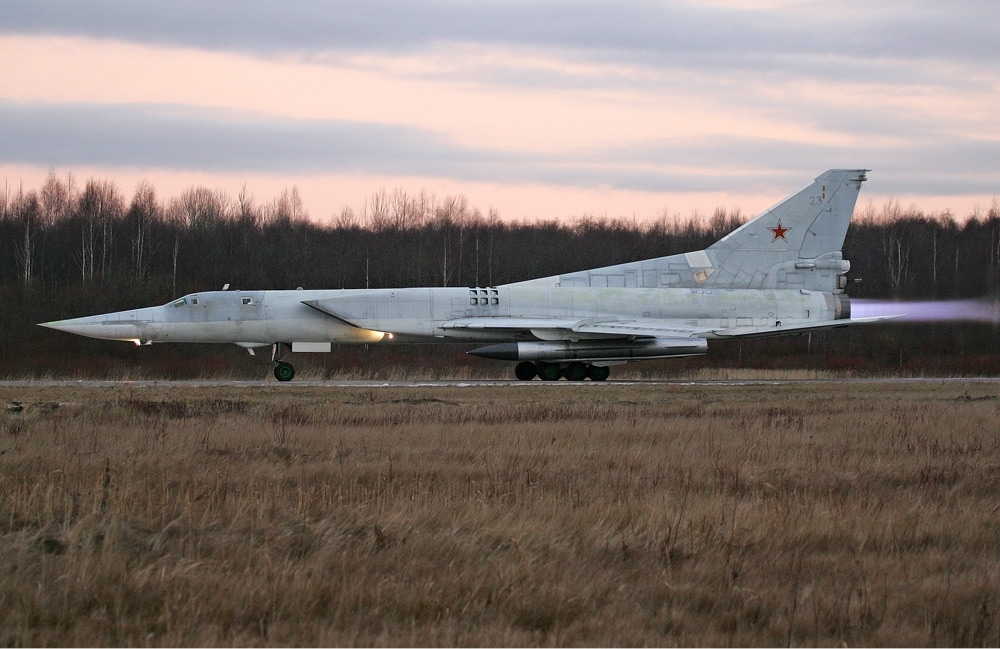
Eine Tupolew Tu-22M mit einem Raduga Ch-22 Seezielflugkörper

- 6× S-350 „Witjas“
- 248× S-400 „Triumf“
- 80× 9K37M1-2/ M2 Buk
- 50× 96K6 Panzir S1/S2

Luft-Luft-Raketen:
- Wympel R-27
- Wympel R-33
- Wympel R-37
- Wympel R-60 T
- Wympel R-73
- Wympel R-74
- Wympel R-77-1

Luft-Boden-Raketen:
- Ch-25 M/MP
- Ch-29
- Ch-31
- Ch-38
- Ch-47M2 Kinschal
- Ch-58
- Ch-59

Panzerabwehrlenkwaffen:
- 9M114 Schturm
- 9M120 Ataka

Seezielflugkörper:
- Raduga Ch-22
- Ch-35 U

Kernwaffen und Marschflugkörper:
- CH-55 SM/ Ch-555
- CH-101/ CH-102

Bomben:
- KAB-500/ KAB-500 KR/OD/S
- KAB-1500 L/KR
- UPAB 1500

## Einsätze

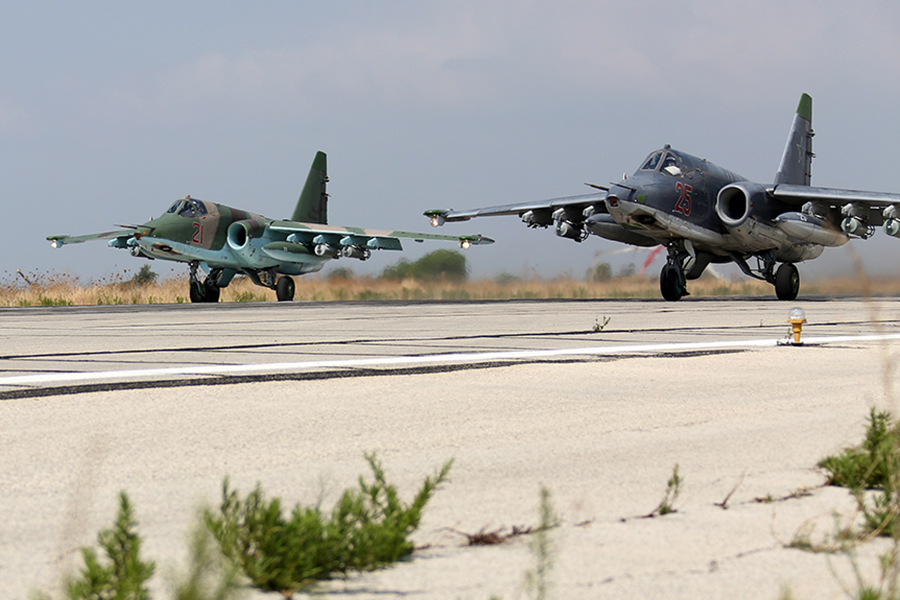
Suchoi Su-25
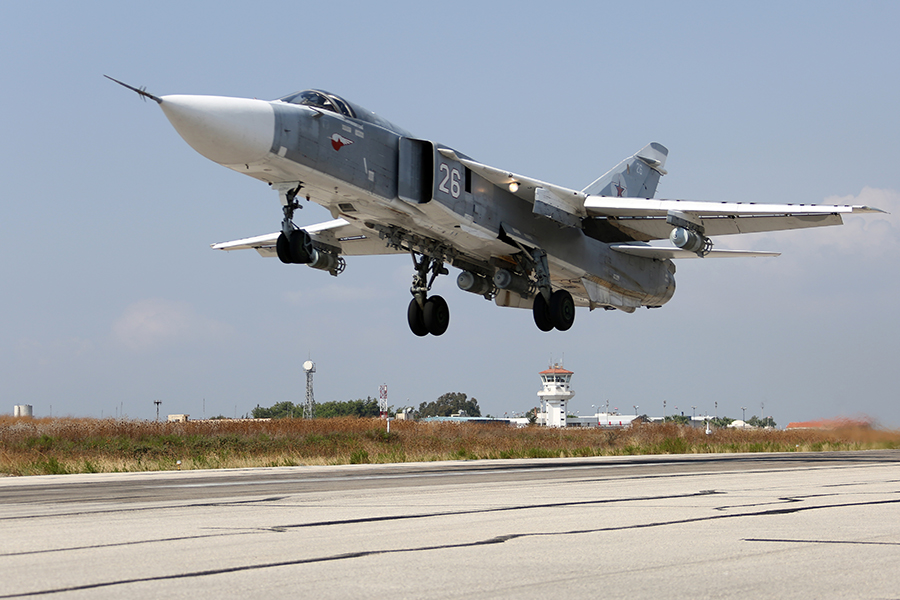
Suchoi Su-24
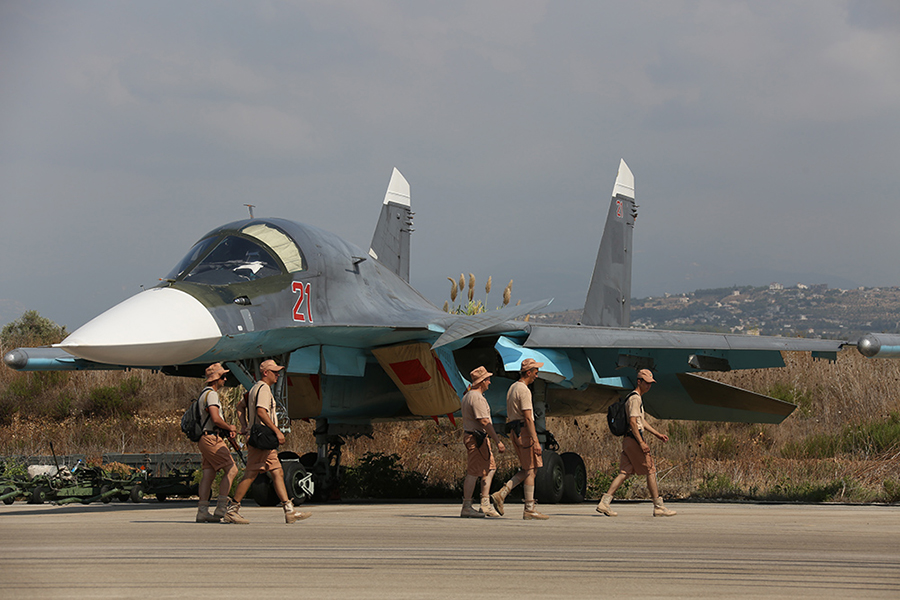
Suchoi Su-34

Der Föderationsrat genehmigte am 30. September 2015 einen Militäreinsatz in Syrien, bei welchem es nach russischen Angaben um einen „Anti-Terror-Einsatz“ ging; nach deren Angaben seien Stellungen des IS angegriffen worden, nach anderen Angaben sollen gleich am ersten Tag Stellungen einer gemäßigten Gruppe mit dem Namen „Tajamu Alezzah“ oder aber der zur Freien Syrischen Armee gehörigen „Tajammu al-Izzah“ bei Homs getroffen worden sein. Senator McCain zufolge wurden „von der CIA unterstützte Rebellen“ angegriffen. Beim folgenden langjährigen Einsatz kamen Jagdbomber und Erdkampfflugzeuge des Typs Suchoi Su-24, Suchoi Su-25, Suchoi Su-30SM und Suchoi Su-34 zum Einsatz sowie sowohl deren dem Objektschutz der Luftwaffenbasis gehörigen Truppen als auch Spezialtruppen zur Aufklärung sowie Militärpolizei-Einheiten.
Am 24. November 2015 wurde eine Su-24 von 2 türkischen F-16 abgeschossen. Die Türkei habe die Besatzung der Suchoi über fünf Minuten lang etwa zehnmal gewarnt, bevor der Abschussbefehl erteilt worden sei. Allerdings befand sich die Su-24M2, wenn überhaupt, wohl nur wenige Sekunden über türkischem Gebiet. Nach türkischer Darstellung soll sich die Su-24 zusammen mit einem weiteren russischen Kampfflugzeug 17 Sekunden in türkischem Luftraum aufgehalten haben. Nach russischer Darstellung hat die Su-24 den türkischen Luftraum nicht verletzt. Die beiden Piloten konnten sich zunächst mit dem Schleudersitz retten, wurden aber von Rebellen mit Handfeuerwaffen beschossen, während sie am Fallschirm hingen. Mindestens einer der beiden Piloten wurde dabei getötet. Ein weiterer russischer Militärangehöriger kam bei der Search-and-Rescue-Operation ums Leben, als einer der beiden Mil-Mi-8-Hubschrauber von den Rebellen mit einer Panzerabwehrlenkrakete beschossen wurde.
Im Bürgerkrieg in Syrien nach dem Eingreifen Russlands ab 2015 und im Zuge des Russischen Überfalls auf die Ukraine 2022 werden insbesondere die Russischen Luftstreitkräfte zahlreicher Kriegsverbrechen beschuldigt. Sie sollen immer wieder Krankenhäuser, Schulen, sowie Märkte und Lebensmittelausgaben gezielt bombardiert und Wohngebiete mit unterschiedslosen Waffen angegriffen haben.
Im August 2022 waren trotz der russischen Nachrichtensperre die Namen von 67 im Krieg getöteten Luftwaffenoffizieren bekannt. Allein am 24. September 2022 verlor die russische Luftwaffe vier Kampfflugzeuge. Insgesamt werden die Verluste der russischen Luftwaffe auf 57 Kampfflugzeuge, sowie auf 50 Hubschrauber beziffert.
Laut dem britischen Verteidigungsministerium war 2022 die Präsenz der russischen Luftwaffe in der Ukraine kaum gegeben.
Trotzdem führten die Luftstreitkräfte tausende Angriffe durch. 2024 fielen dabei 165 russische Bomben in Russland und den besetzten Gebieten.